# Bíldino
Bíldino (en rus: Бильдино) és un poble de l'óblast de Vladímir, a Rússia, segons el cens del 2010 tenia 4 habitants. Pertany al districte municipal de Iúriev-Polski.